# Agustín Fernández Portocarrero y Moscoso
Agustín Fernández Portocarrero y Moscoso, S.M.O.M. (Madrid, 19 de març de 1689-27 de juliol de 1748) fou un noble i religiós espanyol.
Fill de Luis Antonio Fernández Portocarrero, comte de Palma del Río, i de María Leonor de Moscoso. Era el cinquè més menor dels seus germans i per aquesta raó es va dedicar a l'àmbit de l'Església. Col·legial del Col·legi Vell de San Bartolomé el Mayor de Salamanca, del seu claustre i universitat. Fou prevere i cavaller de l'Orde de Sant Joan de Jerusalem, a més ocupà els càrrecs d'ardiaca de la catedral de Toledo i capellà major del rei a la Capella Reial de la Reina Caterina. També va exercir càrrecs a la cort, va ser membre del Consell de Castella, del de Croada i del de les Ordes, a més de membre de la Reial Junta del Tabac. Per la seva notòria virtut, caritat i talent va guanyar-se molta estimació. Finalment, a causa de la renúncia d'alguns i la mort d'altres va acabar esdevenint hereu del comtat de Palma i també dels marquesats de Montesclaros i Almenara, que pertanyien també a la seva família.
Morí el 27 de juliol de 1748 a Madrid als 60 anys, i fou sebollit al Col·legi de María de Aragón de Religiosos Agustins.